# Кадырбеков, Ишенбай Дюшенбиевич
Ишенбай Дюшенбиевич Кадырбеков (род. 16 июля 1949, Нарын, Нарынская область) — киргизский политический и государственный деятель.

## Биография
Родился в городе Нарын в семье служащего.
В 1971 году окончил Фрунзенский политехнический институт. Кандидат архитектуры (1996), магистр юриспруденции.
С 1971 по 1979 год — преподаватель, декан архитектурного факультета Фрунзенского политехнического института, заведующий кафедрой архитектуры промышленно-гражданских зданий и сооружений ФПИ.
С 1979 по 1984 год — начальник отдела планировки населенных мест института «Кыргызгипрострой».
С 1984 по 1987 год — директор института «Фрунзегорпроект».
С 1987 по 1990 год — начальник управления Госстроя Киргизской Республики, директор филиала Центрального научно-исследовательского проектного института по градостроительству.
С 1990 года — председатель Государственного строительного комитета Киргизии/министр по строительству и архитектуре Киргизской Республики.
Депутат Верховного Совета Кыргызстана.
Депутат Жогорку Кенеша Киргизской Республики двух созывов с 1995 года. Автор и соавтор более 40 законопроектов.
В 2000—2005 годах — депутат Законодательного собрания Жогорку Кенеш Киргизской Республики от Ат-Башинского избирательного округа № 21. Председатель Комитета по строительству, недрам, транспорту и коммуникациям. Сначала входил во фракцию «Элкомсоц». Затем — руководитель депутатской группы «Кыргызстан» (9 депутатов).
В 2000 году пытался зарегистрировать свою кандидатуру в качестве кандидата в президенты, однако не смог пройти необходимого экзамена на свободное владение киргизским языком (август 2000).
24 марта 2005 года избран Торага (председателем) Законодательного собрания Жогорку Кенеша.
Одновременно с 24 по 25 марта 2005 года — исполняющий обязанности президента и премьер-министра Кыргызстана.
С 26 октября 2005 по 11 января 2008 года — председатель Госагентства по архитектуре и строительству при правительстве республики.
25 апреля 2008 пресс-служба Службы финансовой полиции Кыргызстана сообщила о его задержании в связи с «уголовным делом по факту злоупотребления служебным положением должностными лицами Госагентства по архитектуре и строительству». 13 апреля 2009 года мера пресечения заменена на содержание под домашним арестом.
С 24 июня 2011 года — член Центральной комиссии по выборам и проведению референдумов КР от партии Ата-Журт.
Заслуженный архитектор Киргизской ССР, член Союза архитекторов Кыргызстана.
Военнообязанный. Подполковник запаса.

## Личная жизнь
Женат. Жена — Светлана Тыныбекова (род. 1954) — физик по образованию, генеральный директор автотранспортной фирмы «Кут жол». Дочери — Мээрим, Айжамал. Сын — Медер.